# Gutaperka (medicina)
Gutaperka koja se kao medicinsko sredstvo koristi u čvrstom ili tečnom stanju je osušeni mlečni sok dobijen iz biljne vrste Palaquium gutta ili jedan od politerpena (poliizoprena), čiji je makromolekul velike mase, nastao povezivanjem velikog broja izoprenskih jedinica s pet ugljenikovih atoma.
Zbog svojih osobina — niske toksičnosti, ne podsticanja rasta bakterija, translucentnosti i krutosti na sobnoj temperaturi, gutaperka je našla široku primenu u medicini u drugoj polovini 19. veka. U medicinsku kliničku praksu uvedena je najviše zbog svojstva plastičnosti, jednostavnosti za rukovanje i laganog uklanjanja iz korenskog kanala.
Gutaperka je kroz tri veka izdržala test vremena, i od 1867. godine kada je Bowman prvi nagovestio mogućnost njene upotrebe, do danas se svrstala u najčešće korišćene materijale u dentalnoj medicini.

## Naziv
Naziv gutaperka potiče iz malajskog jezika i sastoji se od dve reči: getah = biljni lepak, guma i perchah = vrsta drveta.
Engleski, francuski i nemački naziv za gutaperku su —  gutta-percha (Guttapercha).

## Istorija
Na Malajskom arhipelagu gutaperka se u sirovom obliku primjenjivala za izradu drški noževa i različitih štapova. Prvi Evropljanin koji je otkrio gutaperku 1656. godine bio je John Tradescant. Doktor William Montgomerie ne samo da je prvi uveo praktičnu primenu gutaperke na Zapadu, već i prva osoba, koja je uočila mogućnost njene primene u medicini.
Gutaperka je u nauci klasifikovana 1843. kad se otkrivena i njena primena kao korisne prirodne termoplastične supstance. Nakon ovog otkrića samo 1851. u Englesku je uvezeno 1.500.000 kg gutaperke, da bi se u drugoj polovini 19. veka gutaperka masovno primjenjivala za izolaciju podzemnih i podvodnih kablova.

kako je kroz istoriju glavni cilj endodontske terapije bio eliminacija bakterija i njihovih produkata, kao i prevencija rekontaminacije kanalnog prostora, u 19. veku, počela su istraživanja   materijala sa adekvatnom biomehaničkom preparacijom i obezbeđivanjem kvalitetne opturacije kanala, uz postavljanje odgovarajuće, celovite koronarne restauracije.
Uloga kanalnog punjenja u tom smislu ogleda se u stvaranju barijere, kako za prolazak bakterija do periradikularnih tkiva, tako i za dotok hranljivih materija do bakterija - iz koronarnog ili apikalnog pravca.
 Tako se godinama a i danas se to čini tragalo za idealnim kanalnim punjenjenjem koje treba da zadovolji tri osnovna zahteva:
1.„Zatrpa” preostale preživele bakterije i spreči njihovo kretanje;
2. Spreči dotok tkivnih tečnosti do eventualno zaostalih bakterija;
3. Spreči reinfekciju kanalnog prostora.
Kako je dugoročan uspeh endodontske terapije u velikoj meri zavistan od opturacije i zaptivanja kanalnog prostora naučna istraživanja su se kretala u svim pravcima, a pre svega u pravcu sprečavanja bakterijskog mikrocurenja.
Tako je u endodonciju uvedena gutaperka koja se koristi više od 100 godina, i koja je i danas ostala najčešće upotrebljavan materijal za trajnu opturaciju kanala korenazuba.
Iako su kroz istoriju brojni drugi materijali predlagani u svrhu opturacije kanala, gutaperka u kombinaciji sa silerom i dalje predstavlja materijal izbora za punjenje najvećeg dela zapremine kanala korena zuba.
U skorije vreme, na dentalnom tržištu su se pojavili novi materijali sa težnjom da se poboljšaju i prevaziđu nedostaci gutaperke kao konusnog materijala. Tu spadaju različiti konusi u kombinaciji sa odgovarajućim silerima na bazi smole (Resilon-RealSeal, EndoRez), na bazi silikona ( GuttaFlow) ili na bazi glas-jonomera (ActiV GP).

## Hemijski sastav i fizičke osobine
Hemijski sastav
Hemijski gutaperka je politerpen, polimer izoprena, posebno poliizoprena (trans-1,4-poliizopren). Cis struktura poliizoprena je uobičajeni lateks elastomer.
Dok su gume iz lateksa amorfne po molekularnoj strukturi, gutaperki (ili njene trans struktura) se kristališe večom čvrstoćom materijala.
Fizičke osobine
Gutaperka postaje elastična na temperaturi od 25 °C, a meka iznad 60 °C. Relativno je dobar toplotni izolator, a plastičnost dobija zagrevanjem na 40 °C do 45 °C što omogućava njenu vertikalnu
kondenzaciju u zubnom kanalu.
Rastvara se u organskim rastvaračima, a najbolje u hloroformu, ugljikovom disulfidu, benzenu, ksilenu,
halotanu, eukaliptusovom ulju, ali i u eteru i acetonu.
Na vazduhu i svetlu gutaperka postaje krta i lomljiva zbog oksidacije i promene kristalne strukture. 

## Gutaperka u stomatologiji
Gutaperka u stomatologiji se koristi pretežno kao materijal za zatvaranje ili popunjavanje praznog prostora u korenu zuba nakon što je podvrgnut endodontskoj terapiji. Njena fizička i hemijska svojstva, uključujući i njenu inertnost i biokompatibilnost, topljivost, rastegljivost i propusnost, čine ga važnim u endodontici.
Gutaperka se u stomatologiji koristi u obliku štapića koji su dostupni u dva oblika, kao:
- Klasični oblik (α i β)  — koji mogu prelaziti iz jednog u drugi. Gutaperka dobijena iz drveta je najčešće u α fazi u kojoj se koristi u termoplastičnim postupcima punjenja kanala. Gutaperka u obliku kočića je u β fazi, a grijanjem na temperaturi 42—49˚C prevodi se u α fazu.
- Standardizovani oblik —  je u obliku štapića koji mogu biti standardizovani(veličinom i konicitetom odgovaraju endodontskim instrumentima) i nestandardizirani (klasični). Vrh klasičnih štapića ima jednu veličinu, a telo štapića drugu.

U poređenju sa standardizovanim štapićima, klasični imaju manji vrh sa relativno širim telom. Oba oblika su u različitim veličinama, označenih bojom, koje odgovaraju endodontskim instrumentima.
Sastav
Gutaperka štapići u sebi sadrže:
| Komponenta                      | Procenat   |
| ------------------------------- | ---------- |
| Cink-oksid                      | 65 (37-84) |
| Gutaperka                       | 20 (15-22) |
| Metalni sulfati (BaSO4, Bi2O3)  | 10 (0-31)  |
| Dodaci (vosak, smole, pigmenti) | 5 (1-10)   |

Ostale sastojci štapića su veziva, glina i pigmenti boje. Bez cementa ili punila, gutaperka ne zatvara hermetički korenski kanal (ne dihtuje) što su dokazali mnogi autori uz pomoć radioaktivnih izotopa ili pomoću penetracije boje.
Nedavno su na tržištu pojavilo novi materijali zasnovani na tekućoj gutaperki i staklenom jonomeru — impregnirana gutaperka. Tečna gutaperka (u pištolju) se sastoji od smese gutaperke u prahu, punila na bazi silikona i srebrnih čestica. Kondenzacija nije potrebna, a tečni materijal se samostvrdnjava za 30 minuta.
Namena
Svrha punjenja zubnog kanala gutaperkom je potpuno zatvranje (celom dužinom) korenskog kanala zuba, od koronarnog do apikalnog otvora, odnosno da se maksimalno adherentno zatvore svi dentinski kanalići i sve bočne pulpo-periodontalne komunikacije.
Za definitivno punjenje kanala se koriste gutaperka štapici, sami ili u kombinaciji sa bilo kojom pastom gde se kanal korena obloži pastom, a potom se ubacuju gutaperka štapići. Suština punjenja je da se maksimalno adherentno zatvore svi dentinski kanalići bočno i pulpo-periodontalne komunikacije.
Toksičnost
Gutaperka je materijal srednje toksičnosti.
I gutaperka štapići i punilo mogu biti toksični kada su u kontaktu s periapikalnim tkivom. Punilo izaziva reakciju stranog tela i upalu.
Prednosti
Prednost gutaperki daje plastičnost zbog koje se lako prilagođava zidovima zubnog kanala.
Jednostavna je za rukovanje, lako se uklanja iz zubnog anala, ima nisku toksičnost i ne stimuliše 
rast bakterija.
Nedostaci
Na osnovu sprovedenih istraživanja kao najveći nedostatak gutaperke navode se:
- neadhezivnost za zid dentina,
- mala elastičnost, koja uzrokuje odbijanje i izvlačenje iz zida korenskog kanala.
- zagrejana gutaperka se skuplja tokom hlađenja,
- pomešana sa rastvaračima kao što su hloroform ili eukaliptol, nakon isparenja rastvarača sakuplja se još više.[18]

Da bi se izbegli nedostaci vezani za dihtovanje gutaperke, bolje je ako se ona dodaje u delovima u korenski kanal.

## Zanimljivosti
Zanimljivo je da se isti materijal koji se koristi za izradu gutaperka štapića u stomatologiji koristio i za nameštaj, a zbog dobrih električnih izolacionih svojstava korišćen je i za izolaciju telegrafskih žica.
Tako je npr. gutaperka služila kao izolacioni materijal za neke od najranijih podmorskih telegrafskih kablova, uključujući prvi transatlantski telegrafski kabl.

## Literatura
- V. Filipović, S. Gvozdenović, O. Karadžov, D. Kezele, Ž. Kolak, D. Kuburović, D. Marković, D. Miljušković, M. Pajić, V. Petrović, Endodoncija, Beograd: Univerzitet u Beogradu, 1996.
- Jan Tunér, Lars Hode, Laser Therapy, Clinical Practice and Scientific Background, Grängesberg: Prima Books, Swiden, 2002.
- Ž. Maleš, K. Lediþ: Gutaperka – obilježja i primjena u dentalnoj medicini, Farmaceutski glasnik 72, 7–8/2016
- Limkangwalmongkol S, Burtscher P, Abbot P, Sandler A, Bishop B (1991). „A comparative study of the apical leakage of four root canals sealers and laterally condensed gutta percha”. J Endod. 17 (10): 495—499. PMID 1812194. doi:10.1016/S0099-2399(06)81797-8..

## Spoljašnje veze
Mediji vezani za članak Gutaperka na Vikimedijinoj ostavi

|  | Molimo Vas, obratite pažnju na važno upozorenje u vezi sa temama iz oblasti medicine (zdravlja). |